# L’Arc-en-Ciel
L'Arc-en-Ciel (яп. ラルク アン シエル раруку ан сиэру, фр. «радуга» записывается как L'Arc~en~Ciel) — японская рок-группа, созданная в 1991 году. Группа продала более 13 миллионов альбомов, 16 миллионов синглов, а также миллионы других сборников, например, с видеоклипами. В 2003 году они заняли 58 место в списке 100 лучших японских поп-музыкантов по версии HMV Japan. L’Arc-en-Ciel популярны как у себя в Японии, так и во многих других странах мира.

## Состав
- Хидэто Такараи (hyde) — вокал, ритм-гитара
- Тэцуя Огава (tetsuya) — бас-гитара, бэк-вокал
- Кэн Китамура (ken) — соло-гитара, бэк-вокал
- Юкихиро Авадзи (yukihiro) — барабаны

## История

### Создание и название группы
История группы в разной степени полноты описывается в книгах Тэцуи, Хайда, а также в фотобуке группы, приуроченному к пятилетию группы.
Название группы придумал Тэцуя. В своей книге «Философия Тэцу» в главе, касающейся его осакского периода жизни, он так описывает свой выбор, отвечая на вопрос интервьюера:

L’Arc~ длинное, но, когда видишь его написанным, то оно оказывает определенное воздействие и запоминается. В этом плане L’Arc~en~Ciel было хорошим названием. С марками одежды то же самое — замысловатые названия работают, поскольку они узнаваемы. Я чувствовал, что L’Arc~en~Ciel слишком длинное для запоминания, но счел это нормальным. Будучи написанным «L’Arc~» запоминается, верно? Благодаря балансу между большими и маленьким буквами и значкам «'» и «~».
Оригинальный текст (яп.) --ラルク アン シエルというバンド名ですが、こんなバンド名、なかなか思いつかないと思うんですが。どうやって考えていったんですか？

その4人が揃って、とりあえずライヴまでにバンド名決めなきゃってことで考えてたときに、僕が出した名前が採用されたんですけど。僕はすごくシンプルな名前か、その逆、どっちかがいいなと思ってたんですよ。最初シンプルなのを探したんだけど、あんまりピンとくるものがなくて。長いけど、文字にしたときに目に飛び込んでくるインパクトで覚えられる名前。そういう部分でラルク アン シエルがいいかなって思ってたんです。洋服のブランド名とかも、ややこしい名前でも覚えちゃえばやっぱり残るし。そういう感じで、ラルク アン シエルっていうのも長くて覚えにくいけど、まあいいかなと思ったんです。文字にしたとき、まず目で覚えてもらえるでしょ？ “L'Arc~”の大文字と小文字のバランスとか “'” とか “~” とか。 
— Тэцу. "Tetsugaku". Глава 34. Осакский период.

### 1991—1996: Начало карьеры
В феврале 1991 года басист Тэцуя Огава (тогда известный как tetsu), позже лидер группы, привлек вокалиста Хидэто Такараи (тогда известного как hide, впоследствии сменившего псевдоним на hyde), гитариста hiro и барабанщика pero, сформировав группу под названием L’Arc-en-Ciel.
Первый концерт группы состоялся в Namba Rockets. За год музыканты набрали популярность в Осаке и привлекли внимание звукозаписывающих компаний. Им предложили записать альбом. Долго сомневаясь, они все же согласились. Накануне начала записи, 12 июня 1992 года, группу покинул hiro. В поисках выхода, Тэцуя убедил своего друга Кэна Китамуру, с которым они ещё будучи школьниками начали увлекаться музыкой, бросить учёбу в Нагойском технологическом университет и присоединиться к ним в качестве гитариста. Группа записала первый альбом, но он был, по их мнению, сырым. Чтобы избежать его выпуска, группа попыталась разорвать контракт со звукозаписывающей студией, но в ответ получили требование покрыть расходы на запись суммой примерно в два миллиона йен. Случайным образом, Тэцу связался с Оиси Масахиро, представителем Danger Crue, независимого токийского лейбла, от которого получил предложение решения их проблем, в том числе возможность перезаписи альбома. Незадолго до перезаписи, 30 декабря 1992, pero покинул группу. В начале 1993 года перед перезаписью альбома барабанщик Ясунори Сакурадзава (sakura), уже известный тогда в узких кругах, присоединился к L’Arc-en-Ciel.
1 апреля 1993 года группа выпустила свой дебютный альбом «Dune» на независимом лейбле Danger Crue Records. В то время всё зависело от группы, в том числе участники сами решали, каким будет промоушен. Альбом оказался успешным и поднялся на первое место в чарте Oricon, обратив на себя внимание некоторых крупных лейблов.
Группа провела свой первый тур «Close by Dune», который состоял из 10 концертов в разных городах страны. В 1994 году L’Arc-en-Ciel подписали контракт с подразделением Ki/oon Records, выпустив свой второй альбом «Tierra» в том же году. Во время его записи участники впервые находились все вместе, из-за чего не имели полной свободы в своих действиях. На запись альбома понадобилось около полугода и большие материальные затраты, поэтому, по мнению участников группы, альбом не получил должного промоушена. Как следствие, на закрытии тура в поддержку альбома в Токио Бэй NK Holl были распроданы не все билеты, что разочаровало группу, которая будучи в статусе индисов постоянно собирала полные залы. Однако альбом занял седьмое место в чарте Oricon, что для дебюта мейджеров не такая малая заслуга.
Группа решила начать все сначала и выпустила свой первый сингл «Blurry Eyes». Позже, в 1995 году с мая по июнь прошел тур «In ClubB’95», в который вошли 20 концертов в 19 городах, два последних в Токио, в «Nissin Power Station». Затем был выпущен третий альбом «Heavenly», в поддержку которого прошел ещё один тур. После неудачного опыта группа стремилась сделать всё, чтобы получить максимальный результат. Песни данного альбома отличались от своих предшественников более яркими красками. В конце года начался тур «The other side of heavenly’95»: 3 концерта и финал, впервые прошедший в Будокане, и билеты на который распродали в течение всего лишь 28 минут. Был издан первый официальный фотобук.
«True», выпущенный в 1996 году, стал их первым альбомом, продажи которого превысили 1 миллион копий. Это была первая платиновая пластинка группы. Всего этот контракт дал возможность выпустить 11 альбомов и 36 синглов.

### 1997: Арест Сакурадзавы
В феврале 1997 года барабанщик Ясунори Сакурадзава был арестован за хранение героина. Он официально ушел из группы 4 октября 1997 года. Когда весть об аресте Сакурадзавы стала достоянием общественности, немедленного официального ответа не последовало, и компакт-диски были сняты с полок. The Fourth Avenue Cafe, четвёртая завершающая тема аниме Rurouni Kenshin, сразу же была заменена на предыдущую тему «Heart of Sword» лишь после шести эпизодов. Кроме того, выпуск сингла «The Fourth Avenue Cafe» был отложен. Он был выпущен в 2006 году.
В течение следующих нескольких месяцев группа продолжала фигурировать в журналах, но только в качестве трио. Члены образовали «The Zombies», коллектив рекламировался как «копирующая группа», в которой участники пели песни L’Arc-en-Ciel. Также они исполняли песни Мэрилина Мэнсона и Nirvana.
Возвращение было отмечено «Reincarnation 97 Live in Tokyo Dome» с барабанщиком Юкихиро Авадзи (yukihiro), с которым они сыгрались за время «The Zombies». 23 декабря состоялся их первый концерт, который прошел в Токио Доуме, билеты были проданы за 4 минуты, его посетили 56000 человек, что являлось рекордным на тот момент.
17 октября вышел первый сингл, «Niji», группы после ухода Сакуры. В его создании участвовал Юкихиро. Но лишь с 1 января 1998 он стал официальным барабанщиком L’Arc-en-Ciel.

### 1998—2000: Невероятный успех
В 1998 году L’Arc-en-Ciel выпустили свой восьмой сингл «Winter Fall», который занял первое место по версии Oricon.
25 февраля группа выпустила альбом «Heart». Впервые три сингла вышли в один день: «Honey», «Kasou», «Shinshoku -lose control-».
В 1999 году были одновременно выпущены альбомы «Ark» и «Ray». Более 6 миллионов дисков продавались в 7 странах Азии. 12 концертов «Grand Cross Tour», прошедшего летом того же года, посетило более 650 000 зрителей. Оба альбома заняли первые места в азиатских чартах и разошлись тиражами в 2 миллиона копий каждый.
Следующий альбом «Real» вышел 30 августа 2000 года. Сингл «Stay Away» стал уровнем «DrumMania 4th Mix». За первую неделю было продано 504000 копий. Он вместе с «Get out from the Shell», вторым треком на этом диске, вошли в альбом «Real». «Get out from the Shell» была переведена на японский в то время, как вместе с синглом вышла её английская версия. После этих событий группа приостановила свою деятельность на некоторое время.

### 2000—2003: Пауза и сольные проекты
Сборник «Clicked Singles Best 13» был представлен 14 марта 2001 года. Он включал в себя 12 песен, выбранные фанатами. Также включал в себя дополнительную тринадцатую песню «Anemone».
Альбом «Real» был переиздан в формате Super Audio CD в 4 июля 2001. «Spirit Dreams Inside (Another Dream)» — это последний сингл L’Arc-en-Ciel перед паузой, выпущенный 5 сентября 2001 года. Англоязычная версия заглавной песни стала заключительной темой в фильме Последняя фантазия: Духи внутри.
Во время перерыва музыканты начали заниматься своими сольными проектами. Хайд записал два альбома и снялся в фильме «Moon Child» с другим певцом Гактом. Он также сыграл Адама в фильме «Kagen no Tsuki» режиссёра Кэна Никаи. Кэн создал вместе с бывшим барабанщиком L’Arc-en-Ciel Сакурадзавой группу Sons of All Pussys, было выпущено три мини-альбома. Тэцуя начал свой сольный проект TETSU69, а Юкихиро — Acid Android.
Три сборника: «The Best of L'Arc-en-Ciel 1994–1998», «The Best of L'Arc-en-Ciel 1998–2000» и «The Best of L'Arc-en-Ciel C/W» — появились в продаже 19 марта 2003 года. В них вошли все предыдущие синглы, за исключением «Spirit Dreams Inside Another Dream».

### 2003—2004: Возвращение и дебют в США
В июне 2003 года L’Arc-en-Ciel провели серию из семи концертов в Токио под названием «Shibuya Seven Days». В течение этого периода группа анонсировала свой новый альбом.
В феврале 2004 года был выпущен сингл «Ready Steady Go»— первый сингл за более чем 3 года. Песня была использована в качестве открывающей темы к популярному аниме-сериалу Стальной алхимик. Он занял первое место в еженедельном чарте синглов Oricon. Кавер-версия на эту песню звучит в игре Osu! Tatakae! Ouendan на приставке Nintendo DS.
В начале марта последовал другой сингл — «Hitomi no Juunin». Тогда же Тэцуя выпускает свою книгу под названием Тetsugaku, которая является собранием интервью и представляет собой разговор на 69 различных тем, в том числе и историю группы.
31 марта вышел альбом «Smile». Те, кто его приобрели, смогли принять участие в розыгрыше 10000 билетов на специальный концерт «Smile Tour 2004 Zen’yasai», состоявшийся 8 мая. В поддержку альбома прошло 18 концертов. На них побывали 250000 человек.
Через некоторое время, 2 июня 2004 года, вышел сингл «Jiyuu e no Shoutai», заглавная песней которого, стала первым треком группы P'unk-en-Ciel.
31 июля 2004 года L’Arc-en-Ciel дали дебютный концерт в Северной Америке на аниме-конвенте Otakon. Почти 12 тысяч человек посетили концерт, впервые проводившийся на 1st Mariner Arena. Ранее на этой сцене японские группы не выступали.
31 мая 2005 года Tofu Records, американский лейбл Sony Music, выпустил в свет DVD с концертом с Otacon 2004 года.
25 июня 2007 года L’Arc-en-Ciel заключили контракт с HMV America. А в декабре приняли участие в «Fullmetal Alchemist Festival», который прошёл в Осаке и в токийском парке Ёёги.

### 2005—2006: Азиатский тур и сольные проекты
В 2005 году L’Arc-en-Ciel записали несколько непохожих друг на друга синглов, включая «Killing Me», «New World» и «Joujoshi». Позже они вошли в альбом «Awake», вышедший 22 июня 2005 года. Он состоял из двенадцати песен, вместе с «Lost Heaven», ставшим заключительной темой в анимационном фильме Fullmetal Alchemist: Conqueror of Shamballa. Другой сингл «Link», вышедший 20 июля 2005, стал опенингом в этом же фильме и был включён в следующий альбом «Kiss». 25 августа стартовал «Awake tour», прошедший в Японии. Тур был посвящён теме отказа от войны, что перекликалось с лирикой песен. Вслед за ним последовал тур «Asia Live 2005» с концертами в Сеуле и Шанхае, а завершился в Токио Доуме.
После этих двух туров участники L’Arc-en-Ciel вернулись к своим сольным проектам. Тэцуя вместе с вокалистом Morrie из Dead End собрал новую группу под названием Creature Creature. Юкихиро продолжил свой сольный проект Acid Android и выпустил сингл «Let’s Dance» 5 апреля 2006 года. Acid Android вместе с другой японской группой, Mucc, дали 2 концерта в Шанхае. 23 августа Кэн выпустил свой первый соло-сингл под названием «Speed». Хайд сочинил песню «Glamorous Sky», ставшую темой к фильму по мотивам манги «Nana» с популярной японской певицей Микой Накасимой в главной роли, которая и исполнила её. Впервые Хайд сочинил песню для другого исполнителя. Его последний сольный альбом «Faith» вышел 26 апреля 2006 года. В его поддержку прошли концерты по всей Японии с апреля по август. После заключения контракта с Tofu Records он дал 4 небольших концерта в Сан-Франциско и Анахейме (Калифорния, США). Хайд дебютировал в США в июле 2006, став первым участником группы, чей сольный проект вышел за пределы Японии.

### 2006—2008: Пятнадцатая годовщина и первый концерт в Европе
25 и 26 ноября 2006 года L’Arc-en-Ciel провели два концерта в Токио Доуме под названием «15th L'Anniversary live» в честь празднования пятнадцатилетия. Билеты на эти концерты были распроданы в течение двух минут, побив предыдущий рекорд, установленный ими же. На официальном сайте группы был создан опрос, который позволил поклонникам самим выбрать песни, которые они хотели бы услышать на выступлении. Позже концерт транслировался на канале WOWOW, а впоследствии и на Корейском MTV.
L’Arc-en-Ciel записали песню «Shine», которая была использована в качестве опенинга в аниме Moribito: Guardian of the Spirit. Также они выпустили 30 мая 2007 года сингл «Seventh Heaven», который стал лидером чарта Oricon. А их песня «My Heart Draws a Dream» использовалась в рекламе Subaru и была выпущена на сингле 29 августа. Сингл также возглавил чарт Oricon. Весной 2007 года был объявлен арена-тур по Японии «Are you ready? 2007 Mata hāto ni hi o tsukero!», который прошел летом того же года.
Ещё позже вышла песня «Daybreak's Bell», ставшая опенингом аниме Mobile Suit Gundam 00. 10 октября 2007 года появился сингл с этой песней, снова возглавив чарт Oricon. С 14 ноября по 25 декабря 2007 года группа выпустила ограниченным тиражом сингл «Hurry Xmas» вместе с двумя DVD дисками под названием «15th L'Anniversary Live» и «Chronicle 3». Их альбом «Kiss» был выпущен 21 ноября 2007 года и занял первую строчку в чарте Oricon.
Группа провела тур в поддержку альбома «Kiss» с 22 декабря 2007 года по 17 февраля 2008 года. Песня «Drink It Down» была использована в японской версии игры «Devil May Cry 4» для PS3/Xbox360. На сингле песня вышла 2 апреля 2008 года, вновь возглавив чарт Oricon. Группа отправилась в тур «Tour 2008 L’7: Trans Asia via Paris», охвативший несколько крупных азиатских городов, а также Париж. Во время тура в прямом эфире был объявлен перерыв до 2011 года, однако, отмечалось, что группа будет по-прежнему продолжать свою деятельность. Сингл «Nexus 4/Shine» и DVD с «Tour 2007-2008 Theater of Kiss» вышли вместе 27 августа 2007 года.

### 2009—2010: Активный выпуск CD и DVD дисков
20 мая 2009 года L’Arc-en-Ciel выпустили DVD с их концертом «Live in Paris».
10 июня Хайд совместно с гитаристом K.A.Z, сформировав группу VAMPS, выпускает дебютный одноименный альбом.
1 декабря L’Arc-en-Ciel объявили о выпуске нового сингла под названием «Bless». Он вышел 27 января 2010 года, заглавный трек его был использован в качестве музыкальной темы для японской передачи об Олимпийских играх в Ванкувере в 2010 году.
10 марта 2010 года группа выпустила свой пятый сборник лучших песен «Quadrinity: Member's Best Selections». Он содержит 4 диска по 7 треков каждый, которые выбраны всеми членами группы (они могли выбирать только каждый из своих песен). Также он включал в себя DVD с викторинами «The L’Arquiz», где принимала участие группа.

### 2011—2012: Двадцатая годовщина и мировой тур
С 1 января 2011 года L’Arc-en-Ciel отмечали их двадцатую годовщину и провели новогодний концерт «L’A Happy New Year!» в Makuhari Messe. 16 февраля 2011 года они выпустили сборник, который состоял из трех частей: «Twenity 1991-1996», «Twenity 1997-1999» и «Twenity 2000-2010». «Twenity Box» был выпущен 9 марта 2011 года со всеми лучшими дисками группы с момента её образования. «Twenity 1991—1996» охватывает треки с альбома «Dune» до треков с альбома «True». «Twenity 1997—1999» начинается синглом «Niji» и заканчивается «Love Flies». «Twenity 2000—2010» включает треки от «Neo Universe/Finale» до записанной кавер-версии песни «I Love Rock 'N Roll». «Twenity Box» содержит все три альбома, а также DVD, охватывающий всю историю L’Arc-en-Ciel, буклет и одну из четырёх песен: «Flower», «Anata», «New World» и «My Heart Draws a Dream».
L’Arc-ан-Ciel записали песню «Good Luck My Way», которая стала темой в аниме Стальной алхимик: Священный звезда Милоса. Это был первый сингл, выпущенный по случаю 20-летия группы. Далее последовали два концерта «20th L’Anniversary Concert» на стадионе Адзиномото в Токио 28 и 29 мая 2011 года. Все собранные средства были переведены в фонд помощи жертвам Великого восточного японского землетрясения. 12 октября вышел второй сингл по случаю 20-летию группы. Он получил название «XXX», что означает «Kiss Kiss Kiss». Третий сингл «Chase» появился 21 декабря 2011 года. Те, кто приобрели его, получили доступ к интернет-трансляции на Usteam, где L’Arc-en-Ciel объявили выход их двенадцатого альбома и первого альбома P’unk-en-Ciel под названием «P’unk is Not Dead».
29 января 2012 года опубликована автобиография Хайда — THE HYDE. А 10 декабря 2012 года Тэцуя выпустил свою вторую книгу, «Tetsugaku 2». Она состоит из 9 глав, в которых есть беседы на отдельные темы, и 8 глав, где интервью берет Танака Манабу (друг Тэцуи и Хайда).
Двенадцатый альбом группы «Butterfly» получил релиз 8 февраля 2012. В него вошли предыдущие синглы и четыре новые песни. В честь годовщины прошел мировой тур, в рамках которого группа провела концерты в Гонконге, Бангкоке, Шанхае, Тайбэе, Нью-Йорке, Лондоне, Париже, Сингапуре, Джакарте, Сеуле, Йокогаме, Осаке, Токио, Гонолуле и Гавайи (для членов фан-клуба). При этом в Нью-Йорке они собрали Мэдисон сквер гарден. А в Гонолулу мэр Питер Карлайл сказал, что «L’Arc-en-Ciel внесли большой вклад в культурные мероприятия и построили мост дружбы между Гавайями и Японией».

### 2014—2016: Возвращение на Национальный стадион Японии
19 марта 2014 года были переизданы в формате Blu-ray все DVD группы, выпущенные до этого дня. Позже, 21 и 22 марта,  L’Arc-en-Ciel отыграли два концерта на Национальном стадионе в Токио и объявили выход нового сингла «Everlasting». Его релиз состоялся 13 августа 2014 года. Сингл занял вторую позицию в чарте Oricon. 12 ноября вышел лайвовый DVD «L’Arc～en～Ciel LIVE 2014 at National Stadium» с концертом, прошедшим на Национальном стадионе в начале года.
15 апреля 2015 года свет увидел новый DVD группы под названием «DOCUMENTARY FILMS ～WORLD TOUR 2012～ Over The L’Arc-en-Ciel» со съемками мирового тура 2012 года за сценой в двух форматах. 19 июня на официальном сайте группы появилась информация о том, что 21 и 22 сентября группа проведет два концерта. Они состоялись в формате масштабного шоу под названием «L'ArCASINO». 23 декабря состоялся релиз очередного и крайнего на данный момент сингла, «Wings Flap», который, как и предыдущий, занял вторую строчку в чарте Oricon.
В 2016 году вышел DVD с лайвом «L'ArCASINO», часть которого показывали в кинотеатрах Японии и за рубежом. В декабре был выпущен сингл «Don’t be Afread», который прозвучал в фильме Biohazard, а также доступен в формате VR-видео на PlayStation 4 в Японии.
19 и 20 декабря 2018 года у L’Ar-en-Ciel в Токио Доум запланированы концерты LIVE L'ArChristmas.

## P’unk-en-Ciel
P’unk-en-Ciel (P’UNK~EN~CIEL) — альтер эго L’Arc-en-Ciel, возникшее в 2004 году. В этом проекте участники поменялись местами: Хайд играл на гитаре, Кен - на барабанах, Юкихиро - на басу, а Тэцуя занял место вокалиста. Они исполняли панк-рок, музыка более тяжелая и быстрая, чем у L’Arc-en-Ciel. Также другой стала и манера исполнения. Группа перезаписывала старые песни L’Arc-en-Ciel в новой аранжировке. Хайд носил пиратскую повязку, которая прикрывала левый глаз. На Юкихиро был надет противогаз. Треки P’unk-en-Ciel обычно выходили на DVD с концертами L’Arc-en-Ciel. 8 февраля 2012 года P’unk-en-Ciel выпустили свой первый альбом «P’unk is Not Dead», который содержит все двенадцать выпущенных песен.
P’unk-en-Ciel являлась альтернативой D’Ark-en-Ciel (D’ARK~EN~CIEL), которая существовала во времена, когда барабанщиком был Сакура. Единственное выступление продолжительностью в 18 минут присутствует в качестве каплинга на сингле «The Fourth Avenue Cafe», который был издан намного позже запланированной даты из-за инцидента с Сакурадзавой.

### Участники
- T.E.Z P’UNK — вокал
- HYDE P’UNK — соло-гитара, бэк-вокал
- YUKI P’UNK — бас-гитара, бэк-вокал
- KEN P’UNK — барабаны

### P’unk-en-Ciel LIVE
- Smile Tour 2004 («Milky Way»)
- Asia Live 2005 («Round and Round 2005»)
- Are You Ready? 2007 Mata Heart ni hi wo Tsukero! («Honey 2007» and «Feeling Fine 2007»)
- Tour 2007—2008 Theater of Kiss («Natsu no Yuutsu [Sea in Blood 2007]» and «I Wish 2007»)
- Tour 2008 L’7: Trans Asia via Paris («Feeling Fine 2007» and «Milky Way 2004»)
- Five Live Archives 2 (Are You Ready? 2007 Mata Heart ni hi wo Tsukero!) («Feeling Fine 2007» and «Honey 2007»)

## Дискография

### L’Arc-en-Ciel

#### Альбомы
- «Dune» (10.04.1993)
- «Tierra» (14.07.1994)
- «Heavenly» (01.09.1995)
- «True» (12.12.1996)
- «Heart» (25.02.1998)
- «Ark» (01.07.1999)
- «Ray» (01.07.1999)
- «Real» (30.08.2000)
- «Smile» (31.03.2004)
- «Awake» (22.06.2005)
- «Kiss» (21.11.2007)
- «Butterfly» (08.02.2012)

#### Синглы
- «Floods of Tears/Yasouka» (25.11.1992)
- «Blurry eyes» (21.10.1994)
- «Vivid Colors» (06.07.1995)
- «Natsu no yuutsu» (21.10.1995)
- «Kaze ni kienaide» (08.07.1996)
- «Flower» (17.10.1996)
- «Lies and Truth» (21.11.1996)
- «Niji» (17.10.1997)
- «Winter fall» (28.01.1998)
- «Dive to blue» (25.03.1998)
- «Kasou» (08.07.1998)
- «Honey» (08.07.1998)
- «Shinshoku -lose control-» (08.07.1998)
- «Snow drop» (07.10.1998)
- «Forbidden lover» (14.10.1998)
- «Heaven’s drive» (21.04.1999)
- «Pieces» (02.06.1999)
- «Driver’s High» (11.08.1999)
- «Love flies» (27.10.1999)
- «Neo universe / finale» (19.01.2000)
- «Stay away» (19.07.2000)
- «Spirit dreams inside ~another dream~» (05.09.2001)
- «Ready steady go» (04.02.2004)
- «Hitomi no Juunin» (03.03.2004)
- «Jiyuue no shoutai» (02.06.2004)
- «Killing Me» (13.01.2005)
- «New World» (06.04.2005)
- «Jojoushi» (18.05.2005)
- «Link» (20.07.2005)
- «The Fourth Avenue Café» (30.08.2006)
- «Seventh heaven» (30.05.2007)
- «My heart draws a dream» (29.08.2007)
- «Daybreak’s bell» (10.10.2007)
- «Hurry Xmas» (14.11.2007)
- «Drink it dawn» (02.04.2008)
- «Nexus 4 / Shine» (27.08.2008)
- «Bless» (27.01.2010)
- «Good luck my way» (29.06.2011)
- «XXX» (12.10.2011)
- «Chase» (21.12.2011)
- «Everlasting» (13.08.2014)
- «Wing Flap» (23.12.2015)
- «Don’t be Afraid» (21.12.2016)

#### Сборники
- «Clicked Singles Best 13» (2001)
- «The Best of L’Arc-en-Ciel 1994—1998» (2003)
- «The Best of L’Arc-en-Ciel 1998—2000» (2003)
- «The Best of L’Arc-en-Ciel C/W» (2003)
- «Quadrinity ~Member’s Best Selections~» (2010)
- «Twenity 1991—1996» (2011)
- «Twenity 1997—1999» (2011)
- «Twenity 2000—2010» (2011)
- «World Best Selection» (2012)

#### Ремиксы
- «Ectomorphed Works» (28 июня 2000)

#### DVD&Live
- «L’Arc-en-Ciel» (1993)
- «Touch of Dune October» (1993)
- «Nemuri ni Yosete (眠りによせて)» (1994), (2003)
- «Siesta ~Film of Dreams~» (1994), (2003)
- «And She Said» (1995), (2003)
- «Heavenly ~Films~» (1996), (2003)
- «A Piece of Reincarnation» (1998), (1999), (2003)
- «Heart ni Hi wo Tsukero! (ハートに火をつけろ！)» (1998), (1999), (2003)
- «Chronicle» (1999)
- «1999 Grand Cross Conclusion» (1999)
- «Chronicle 2» (2001)
- «Club Circuit 2000 Realive» (2001), (2003)
- «Live in U.S.A. ~At 1st Mariner Arena» (2004)
- «Smile Tour 2004 ～全国編～» (2005)
- «Awake Tour 2005» (2005)
- «Asialive 2005» (2006)
- «Chronicle 0 -Zero-» (2007)
- «Five Live Archives» (2007)
- «15th L’Anniversary Live» (2007)
- «Chronicle 3» (2007)
- «Are you Ready? 2007 Mata Heart ni Hi wo Tsukero! in Okinawa» (2008)
- «Tour 2007—2008 Theater of Kiss» (2008)
- «Chronicle 4» (2009)
- «Documentary Films ~Trans Asia via Paris~» (2009)
- «Live in Paris» (2009)
- «Tour 2008 L’7 ~Trans Asia via Paris~» (2010)
- «Five Live Archives 2» (2011)
- «20th L’Anniversary Live» (2011)
- «Live at Madison Square Garden WORLD TOUR 2012» (2012)
- «20th L’Anniversary WORLD TOUR 2012 THE FINAL LIVE at NATIONAL STADIUM» (2012)
- «L’Arc-en-Ciel LIVE 2014 at National Stadium» (2014)
- «Documentary Films — World Tour 2012 — «Over The L’Arc-en-Ciel» (2015)

### P’unk-en-Ciel

#### Альбомы
- «P’unk is Not Dead»

#### Синглы
- «Milky Way»
- «Round and Round 2005»
- «Kasou Heisei 17 Nen»
- «Heaven’s Drive 2005»
- «Promised land 2005»
- «Honey 2007»
- «Feeling Fine 2007»
- «Natsu no Yuu-utsu [Sea in Blood 2007]»
- «I Wish 2007»
- «Dune 2008»* «Route 666 −2010-»
- «Metropolis −2011-»